# Mustapha Tounsi
Pour les articles homonymes, voir Tounsi.
 (décembre 2018).
Si vous disposez d'ouvrages ou d'articles de référence ou si vous connaissez des sites web de qualité traitant du thème abordé ici, merci de compléter l'article en donnant les références utiles à sa vérifiabilité et en les liant à la section « Notes et références ».
Mustapha Tounsi (alias « Si Mahieddine ») est un haut fonctionnaire et écrivain algérien né le 27 septembre 1939 à Miliana (Algérie) et mort le 23 juillet 2018 à Alger. 

## Biographie
Né le 27 septembre 1939 à Miliana (Algérie), Mustapha Tounsi est le fils de Tayeb Tounsi, originaire de Sidi Aissa et Mondovie (Dréan dans la wilaya de Annaba), et frère de Ali Tounsi (DGSN).
Il rejoint très tôt le Maroc, à Meknès, où son père, capitaine en retraite et son grand-père Abdelmajid Zemmouri, exploitant agricole à une grande ferme, se trouvent. Membre de l'Union générale des étudiants musulmans algériens (UGEMA) et militant du Front de libération nationale (FLN), il participe à la grève générale des étudiants le 19 mai 1956 puis s'engage dans l'Armée de libération nationale (ALN) en Wilaya IV. Il y navigue dans le sillage de fortes personnalités : Colonel Ahmed Bougara dit Si M'Hamed, Youcef Khatib, Ali Lounici, Boualem Oussedik, Si Salah . Il fut responsable des transmissions de la Wilaya IV et participa à de nombreuses batailles.
Il fut prisonnier en 1961 ; après plusieurs mois de détention, il arrive à s'échapper pour rejoindre le quartier général de l'ALN.
Après des études à l'université de Zagreb (ex-Yougoslavie) en sciences économiques, il commence une carrière à la Société national de l'industrie chimique (SNIC) comme directeur général adjoint en 1966. Puis il devient Directeur de l'administration générale (DAG) au ministère de l'Agriculture en 1970, et en 1976 il fut nommé Directeur Général du Chantier populaire de la réforme agraire (CPRA). Il fut en même temps le conseiller du ministre de l'Agriculture, Mohamed Tayebi Larbi.
Après la mort de Boumédiène, ce fut le début de la chasse au sorcières[pas clair] ; il demanda sa retraite anticipée en 1986.
Il est aussi membre fondateur de l'Association des anciens du MALG, avec Abdelkarim Hassani et Mohamed Belal. Mustapha Tounsi est un rescapé de la Wilaya IV, qui fut le théâtre de batailles sanglantes durant la guerre d'Algérie. « Si Mahieddine », de son nom de guerre, meurt le 23 juillet 2018 à Alger

## Décoration
- Médaille de l'Armée de libération nationale (ALN)

## Publication
- Il était une fois la wilaya IV : ou l'itinéraire d'un rescapé, Casbah Éditions, 2008, 204 p.